# Gerontha
Gerontha is een geslacht van vlinders van de familie echte motten (Tineidae).

## Soorten
- G. acrosthenia Zagulajev, 1972
- G. akahatii Moriuti, 1989
- G. albidicomans Moriuti, 1989
- G. borea Moriuti, 1977
- G. captiosella Walker, 1864
- G. diascopa Diakonoff, 1967
- G. dolichophallica Moriuti, 1989
- G. dracuncula Meyrick, 1928
- G. hoenei Petersen, 1987
- G. hyalina Moriuti, 1989
- G. melanopalpalis Moriuti, 1989
- G. monostigma Diakonoff, 1967
- G. navapuriensis Moriuti, 1989
- G. nivicaput Diakonoff, 1967
- G. opaca Moriuti, 1989
- G. siamensis Moriuti, 1989
- G. siroii Moriuti, 1989
- G. stheacra Zagulajev, 1972
- G. sumihiroi Moriuti, 1989
- G. thailandiae Moriuti, 1989
- G. tudai Moriuti, 1989